# 耿橘
耿橘（1571年—？），字廷懷，號藍陽，直隶河间府沈阳中屯衛軍籍，順天府宛平县人，明朝政治人物。

## 生平
万历二十二年（1594年）甲午科順天鄉試第七十四名舉人，二十九年（1601年）辛丑科進士，兵部觀政，三十年初授尉氏县知县，三十二年调繁常熟县，恢复吴公书院，邀请江左名士顾宪成、高攀龙为社长，士风翕然向之。常熟为水乡，江湖環错，北境高苦旱，南卑苦涝。橘审度地形，大修水利工程，初作福山塘，有效，于是三丈、梅林、盐铁諸塘以次修舉，濬河二百一十四，精究水土蓄泄之方，著为《常熟县水利全书》十二卷。其法起夫给食，引线分工，定宕堆土，輪竿筑岸，建闸諸事，无不纤悉精尽，顾宁人作诗咏之，以比宋劝农使陈靖，至今邑享其利也。擢官至兵部主事。归乡后在献县东关的見麟书院教授讲学，闡明性道之学，为歴代圣贤图赞。万历四十八年，县东尹官屯尹振家的牛产下一麒麟，火闪闪見鳞甲間，其家因害怕而将麒麟杀死，耿橘知道后，将其用石匣收敛，葬在献王墓侧，植柏其上，知县劉重慶与橘撰銘文二章，重庆書之石，题曰「見𪊲郊」。耿橘因此将讲学的书院改为見麟書院。

## 家族
祖父耿镒，正德十一年丙子科举人，歷官霍州知州。父亲耿情，字子發，交河县人，生而颖异，有道氣，身長七尺，能開八石弓，發矢奇中。復精岐黄术，通于占验。每据内经断论，徵应如響。然早丧，后以子貴赠文林郎常熟县知县。耿橘幼随母林氏寄居献县外祖父家，长大成名后筑悦親臺于林村以奉母，臺有耿橘跪进饮食给林母的石像，今台址犹存。
妻胡氏，赠孺人，继室阎氏，封孺人。